# Heiliger Hain (Wahrenholz)
Der Heilige Hain ist ein 56,16 Hektar großes Naturschutzgebiet in Wahrenholz (Ortsteil Betzhorn) im Norden des Landkreises Gifhorn in Niedersachsen. Besonders zur Heideblüte suchen viele Touristen das Gebiet auf.

## Geschichte

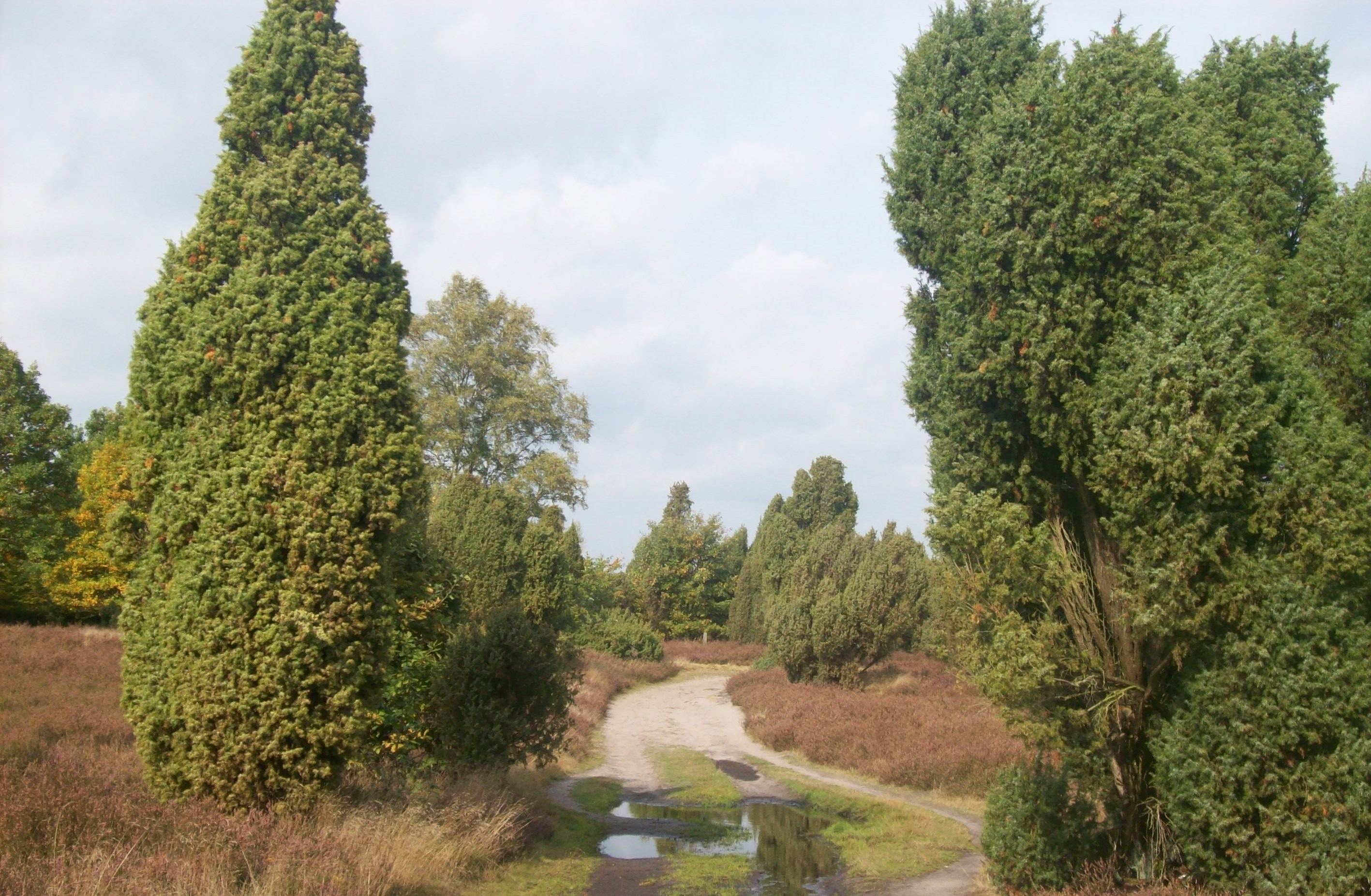
Wanderweg im Heiligen Hain

Die bis 1913 betriebene Heidewirtschaft im Gebiet des heutigen Heiligen Hains hatte ein äußerst nährstoffarmes Gebiet hinterlassen. Das Land war praktisch nur zur Haltung von Heidschnucken geeignet, die durch den Fraß der Baumschößlinge dafür sorgten, dass der bis heute charakteristische Bewuchs aus hohem Wacholder und weiten Heideflächen bestand. 1913 wurde in dem Heidegebiet ein kleiner Bereich von 2,5 ha unter Naturschutz gestellt und damit vor der damals üblichen Kultivierung bewahrt. In dem Schutzgebiet war nur eine Nutzung als Schafweide erlaubt. Im Mai 1913 wurde es der Öffentlichkeit als Erholungsgebiet mit ursprünglicher Kulturlandschaft der Lüneburger Heide zugänglich gemacht. Die Namensgebung erfolgte nicht einmütig: ein Hamburger Maler hatte den Namen Heiliger Hain vorgeschlagen in Anlehnung an ein bekanntes Landschaftsgemälde des Schweizer Malers Arnold Böcklin. Diese Bezeichnung erfolgte aber nicht im Einklang mit den bis dahin üblichen Flurnamen Garskrempel bzw. Gaen Krempel. Hermann Löns, den die Heidelandschaft zu seiner Erzählung „Der Quellbrink“ inspirierte, kämpfte damals vergeblich für die Bezeichnung des Gebietes mit dem historisch verbürgten Flurnamen. Im Laufe der Jahre wurde das Schutzgebiet auf die heutige Größe von rund 56 ha ausgeweitet.

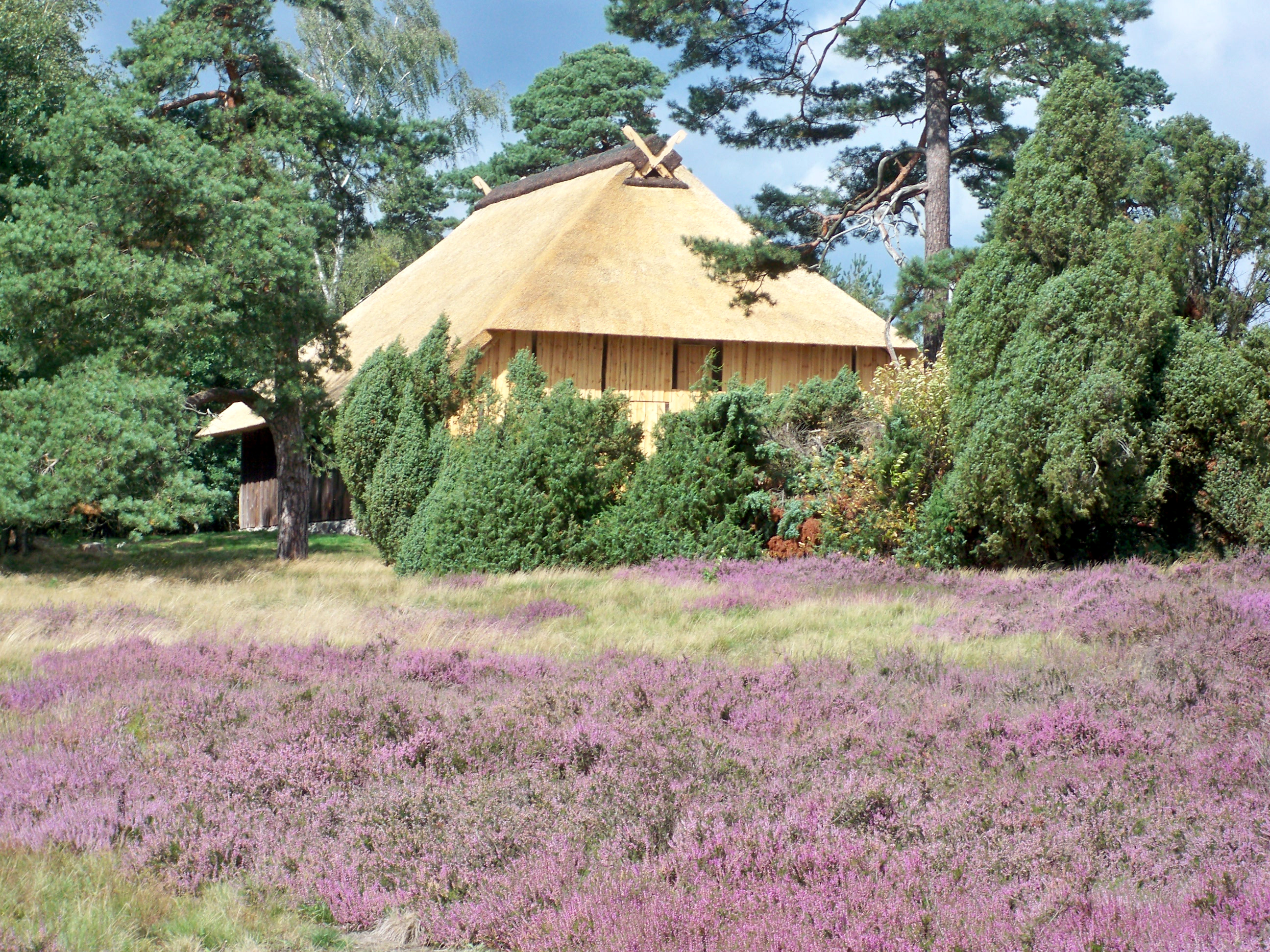
Der Schafstall

## Besonderheiten
Der Heilige Hain ist eines der größten Heidegebiete im Landkreis Gifhorn. Es befindet sich auf dem Hang des Könnschiersberges, einem Grundmoränenhang auf 80 m über NN, und zieht sich zur Niederung des Oerrelbaches hinunter. Das Gebiet ist von zahlreichen Wanderwegen durchzogen. Es weist eine typische Heidelandschaft auf, die sich in trockenere und feuchtere Zonen gliedert. Entsprechend ist der Bewuchs unterschiedlich, aber in den Pflanzengesellschaften typisch für einen Ausläufer der Lüneburger Heide. Auf der trockenen Sandheide finden sich neben den typischen Heidepflanzen wie Besenheide und Wacholder beispielsweise Glockenheide und verschiedene Ginster. Feuchte Moorheide ist ebenfalls vorhanden. Es gibt auch einen kleinen Wald aus Kiefern, Fichten, Eichen und Birken in urigen Wuchsformen.
Die Tierwelt ist mit Kreuzottern, Blindschleichen, Zaun- und Waldeidechse sowie zahlreichen Insekten wie Sandbienen und Schmetterlingen vertreten.
Im Norden des Gebietes liegt seit 1984 ein Gedenkstein, der an den Heidedichter Hermann Löns erinnert. Er wohnte 1912 zwei Monate im nahen Wahrenholz. Als einziges Gebäude im Naturschutzgebiet gibt es einen bis in die 1950er Jahre genutzten Schafstall, der vermutlich aus dem 17. Jahrhundert stammt und heute als Baudenkmal ausgewiesen ist.
48,15 ha des Gebiets liegen im FFH-Gebiet Rüssenbergheide – Külsenmoor, Heiliger Hain.

## Probleme
Durch die fehlende Heidewirtschaft und den durch Luftverschmutzung zunehmenden Eintrag von Stickstoff mit seiner eutrophierenden Wirkung wird es zunehmend schwieriger, den Charakter der Heidelandschaft zu erhalten. Pflegemaßnahmen wie das Entfernen von jungen Laubbäumen sowie das Plaggen der Heide sind daher unumgänglich. Darüber hinaus wirken sich die zahlreichen Besucher des Heiligen Hains negativ auf den Bestand des Gebietes aus, beispielsweise durch Erosion an den Wegrändern.
Zwischen 1981 und 1983 kam es zu einer Massenvermehrung des Heideblattkäfers, wodurch die Heide vorübergehend stark geschädigt wurde.